# Igreja de Santa Catarina (Castelo Branco)

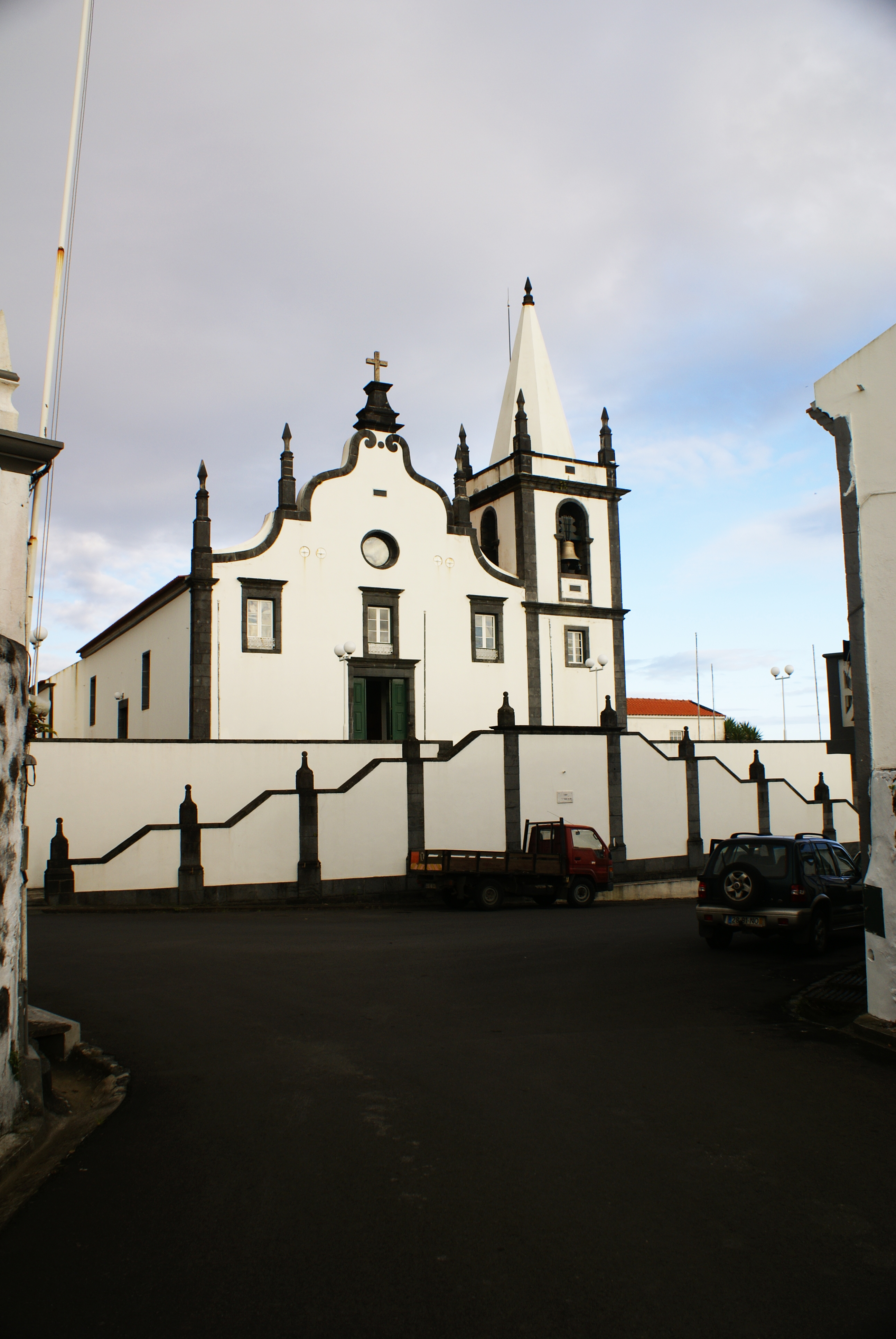
Igreja de Santa Catarina, fachada.

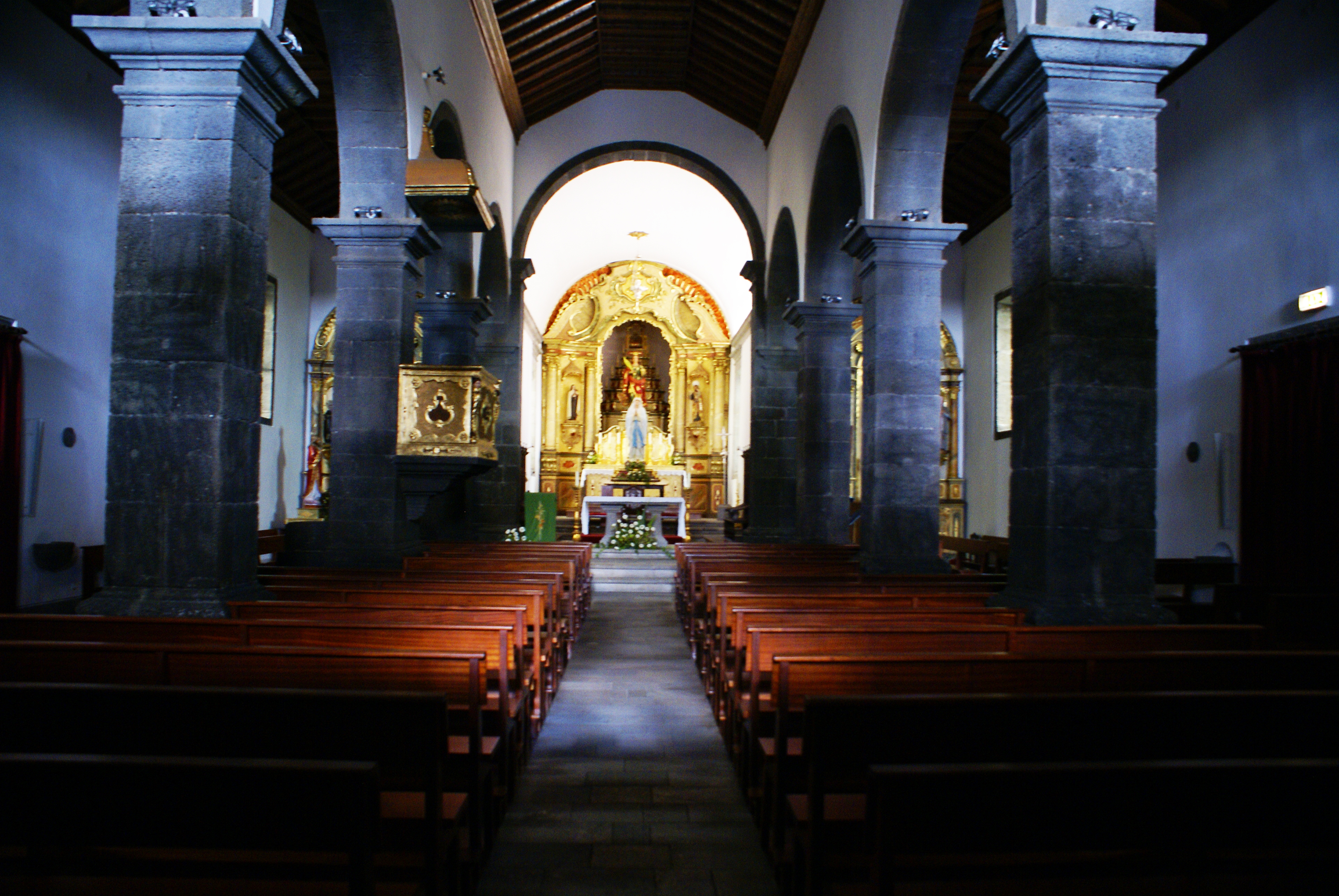
Igreja de Santa Catarina, nave central.

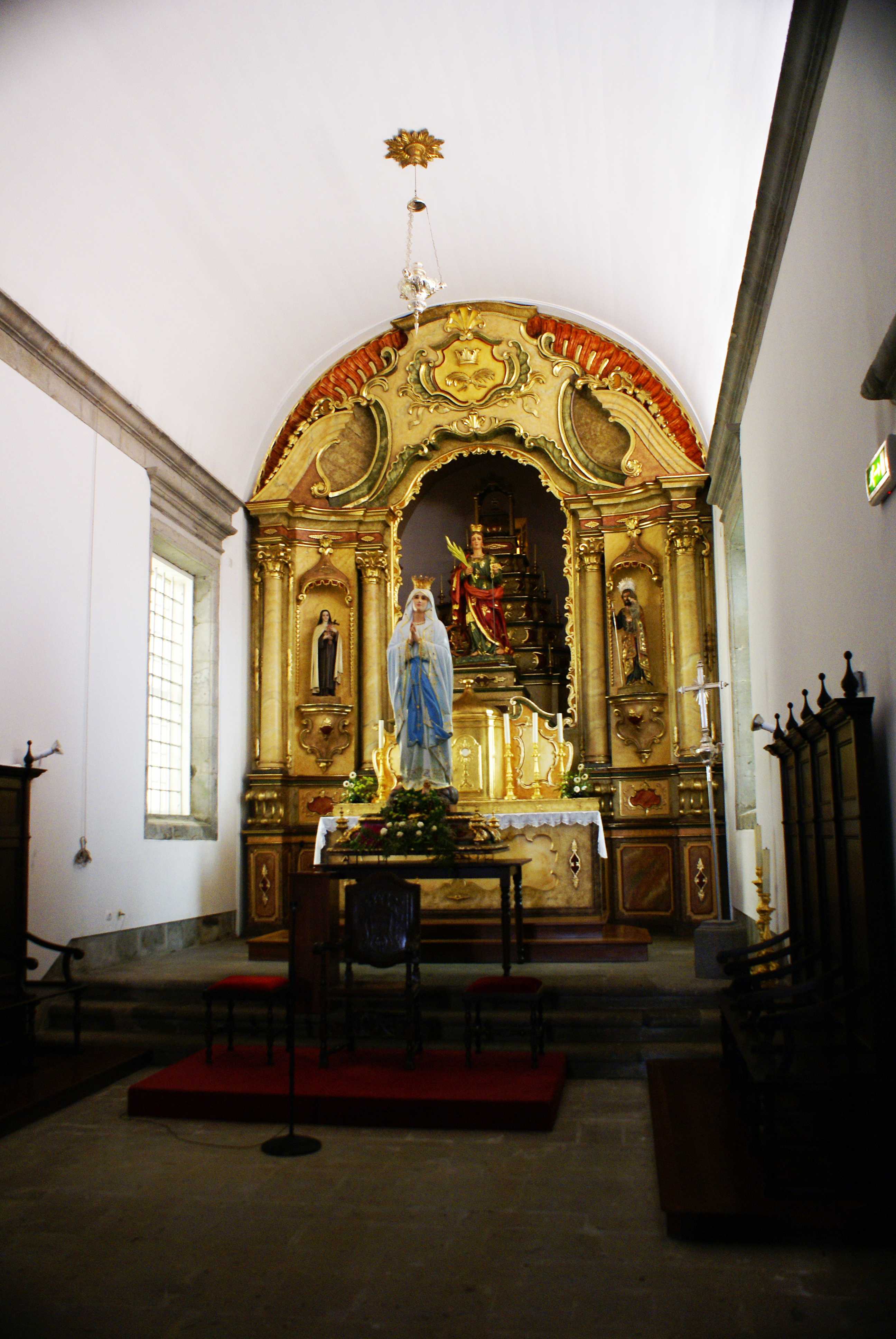
Igreja de Santa Catarina, Altar mor.

A Igreja de Santa Catarina é um templo religioso cristão português localizado na freguesia de Castelo Branco, no concelho da Horta, na ilha do Faial, no arquipélago dos Açores.
Este templo que desde a sua construção em 1767 foi dedicado à evocação de Santa Catarina de Alexandria, é a Igreja paroquial da freguesia de Castelo Branco. Não é o primeiro templo da localidade, já que esse primeiro templo datava do Século XVI, eventualmente de 1500, já que no dia 10 de Julho de 1514 o rei D. Manuel I de Portugal faz emitir uma ordem de oferta com ornamentos para este templo.
Esta igreja apresenta-se como um edifício amplo, dividido por três naves sobre cinco colunas. Apresenta uma fachada alta e é dotada por uma só torre sineira.
As festividades da padroeira deste templo acontecem no dia 25 de Novembro de cada ano e procuram invocar, através de coroações, a inteligência e a cura de males psíquicos, associados à imagem de Santa Catarina.

## Galeria

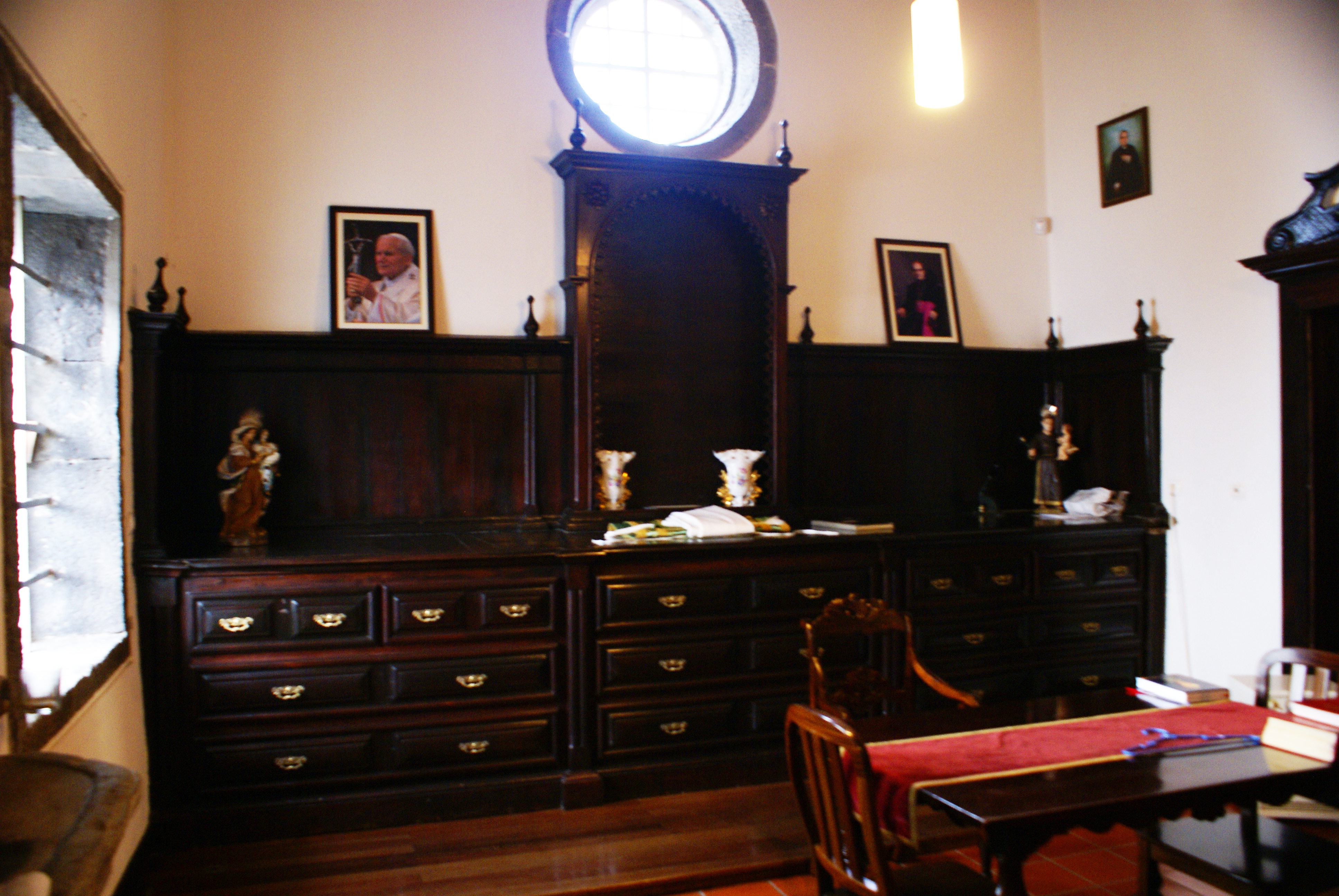
Igreja de Santa Catarina, Móvel da Sacristia.
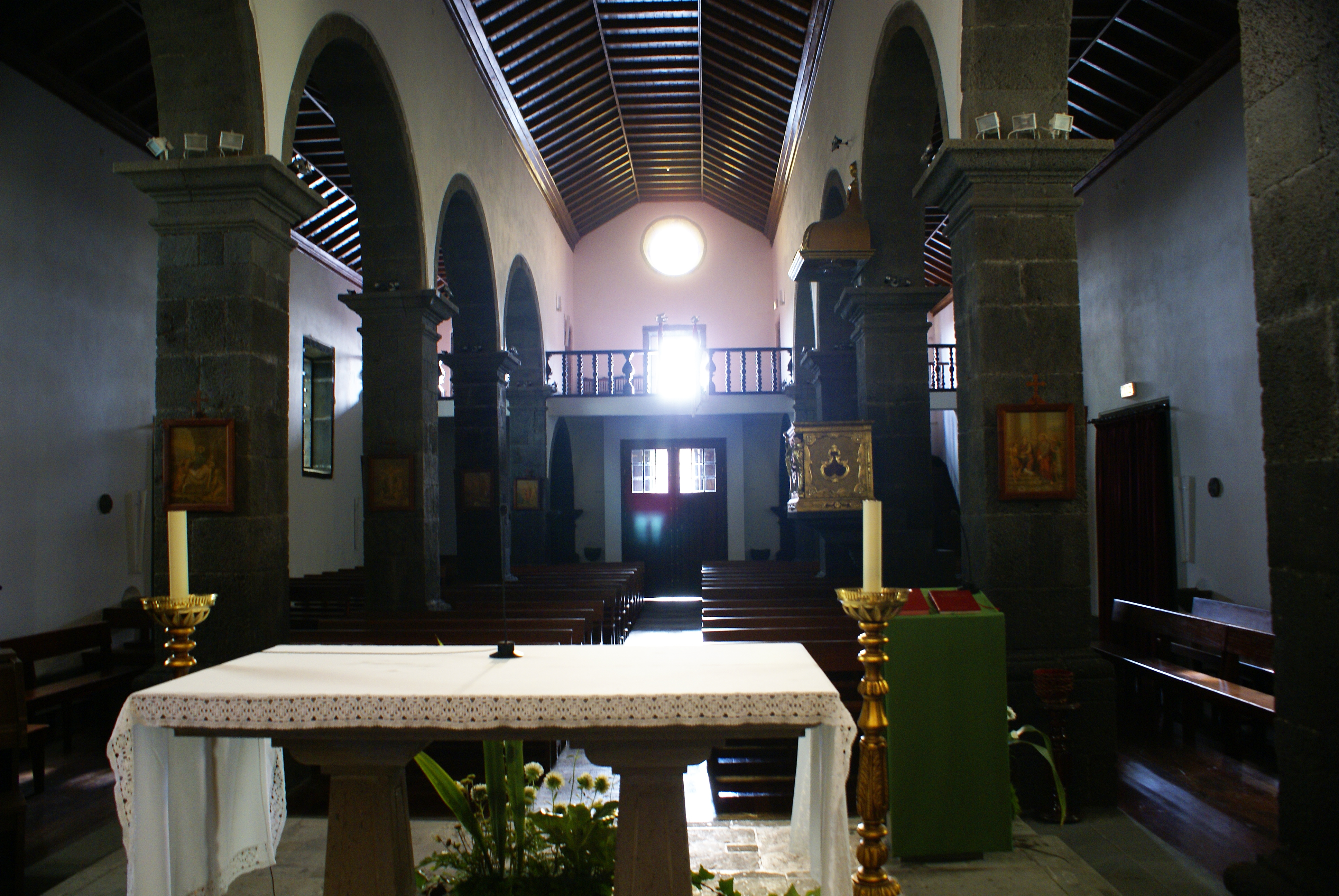
Igreja de Santa Catarina, vista do altar.
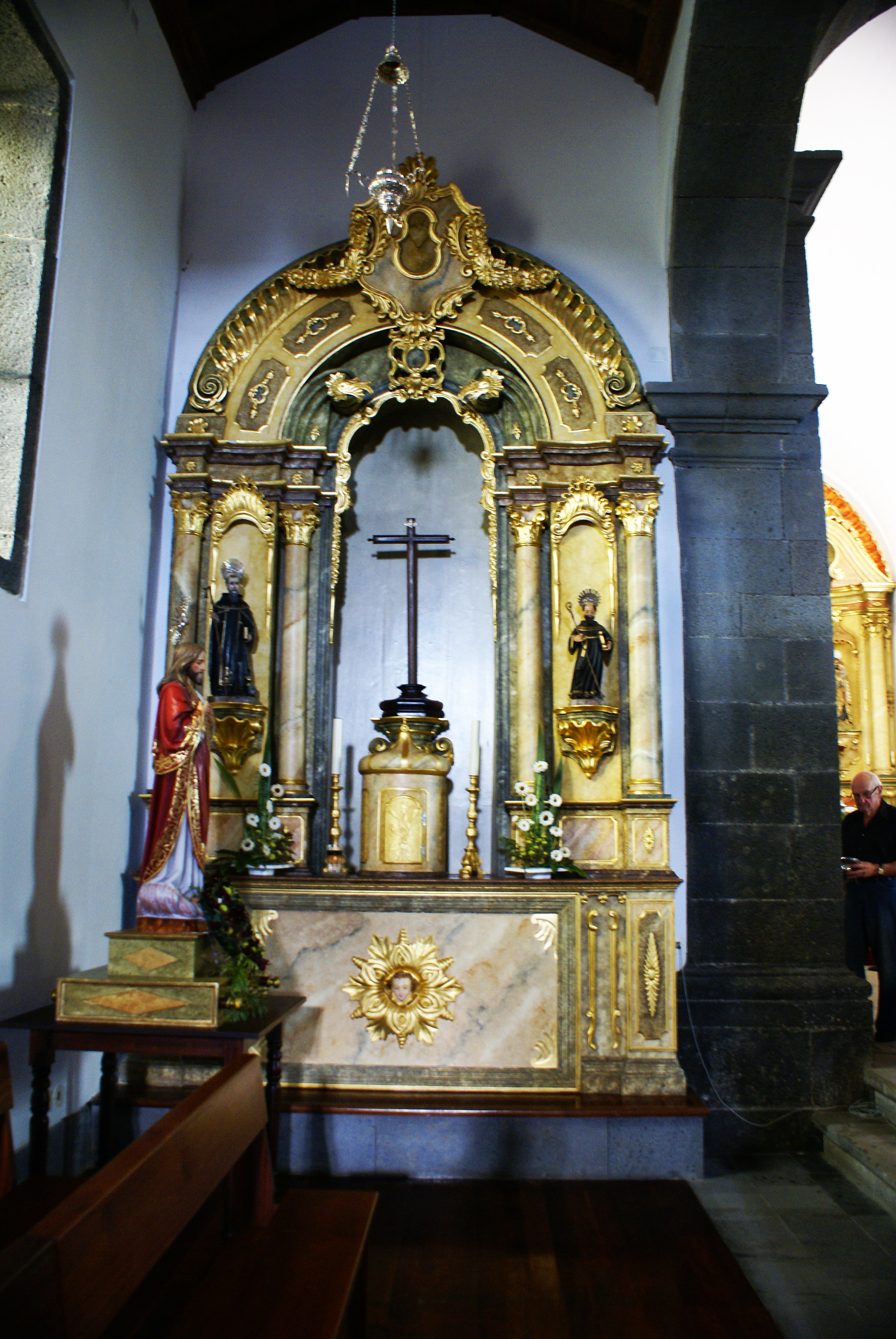
Igreja de Santa Catarina, Altar lateral esquerdo.
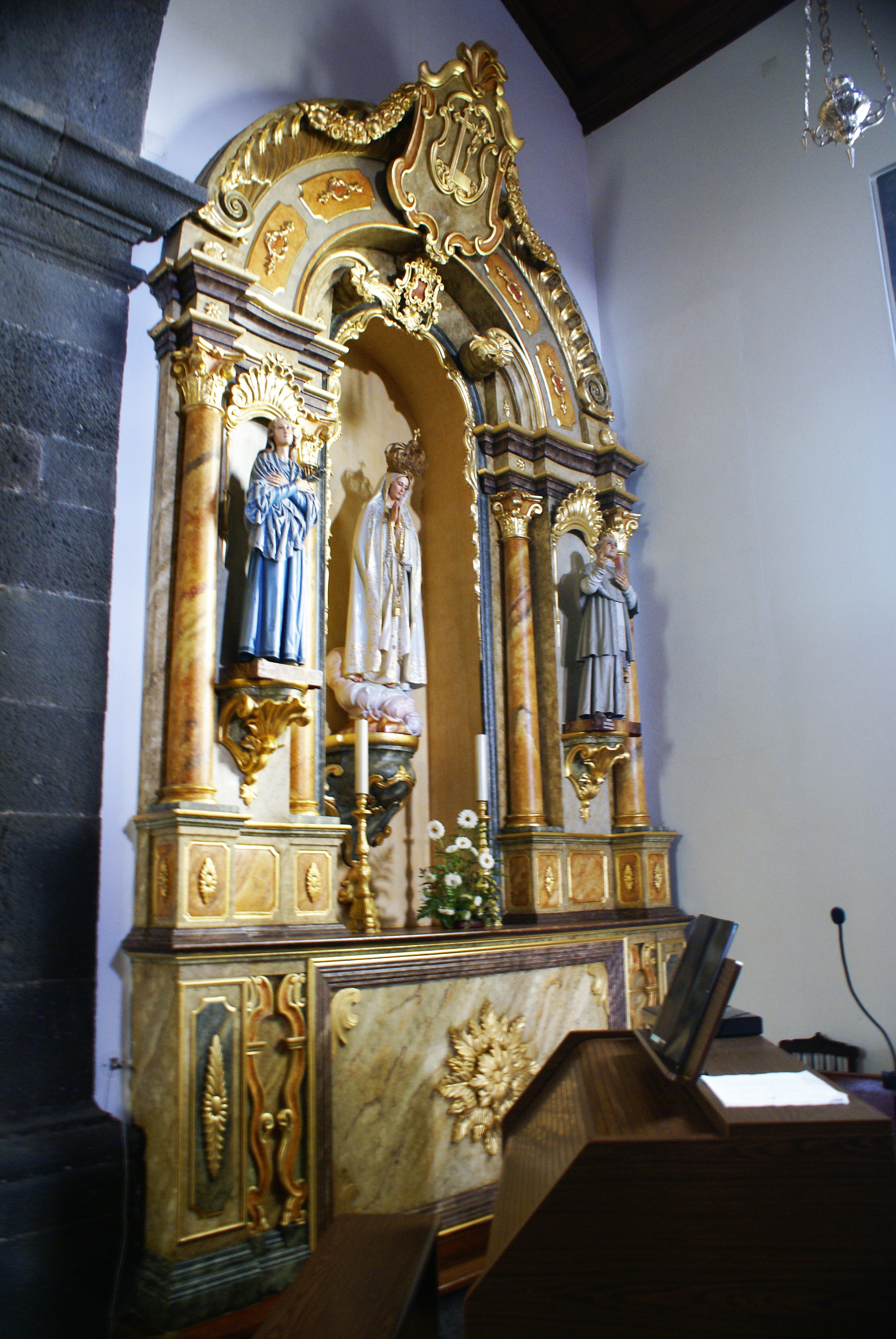
Igreja de Santa Catarina, Altar lateral direito.